# Michael D. Coe
Michael D. Coe (Nova York, 14 de març de 1929 – New Haven, 25 de setembre de 2019) va ser un arqueòleg, antropòleg i epigrafista estatunidenc. Se'l coneix principalment per les seves recerques i estudis de la civilització maia prehispànica. És considerat un dels més importants maianistes del segle xx.
En addició als seus estudis sobre la civilització mesoamericana, Coe també ha investigat sobre altres cultures precolombines d'Amèrica del Nord, de Sud-amèrica i de les selves tropicals del sud-est d'Àsia.

## Dades biogràfiques
Coe va obtenir el doctorat en antropologia en la Universitat Harvard en els anys 1950. En aquesta època es va casar amb Sophie Dobzhansky filla del reconegut biòleg evolucionista, emigrat rus, Theodosius Dobzhansky, quan ella era encara estudiant d'antropologia a Radcliffe College. Més tard Sophie va traduir l'obra de l'epigrafista Iuri Valentinovitx Knorosov, "L'escriptura dels indis maies" (1967), en la que se senten les bases per a la interpretació i el desxiframent de l'escriptura maia.
Ha estat titular de la càtedra Charles MacCurdy i és professor emèrit d'antropologia en la Universitat Yale. Ha estat també conservador de la col·lecció d'antropologia del Museu Peabody d'Història Natural. Amb més de quatre dècades d'experiència en recerca, Coe és un autor prolífic d'articles científics en el camp de l'arqueologia, antropologia i l'etnologia. També ha escrit sobre els mateixos temes en revistes no especialitzades per difondre aquests coneixements entre el gran públic.
Coe va treballar per la CIA com a part de l'organització Western Enterprises en Taiwan, creada per subvertir el règim de Mao Zedong.
Va ser germà del també arqueòleg i maianista, William R. Coe, qui destacà pels seus treballs d'exploració i documentació del jaciment de Tikal, durant la dècada de 1960.

## Premis i reconeixements
En el curs de la seva carrera, Coe ha rebut diversos premis per les seves contribucions al camp de l'arqueologia i de l'antropologia. Entre altres: 
- 1989 — Premi Tatiana Proskouriakoff. Universitat Harvard.
- 2004 — Orde del Quetzal. República de Guatemala
- 2006 — Orde del Pop. Museu Popol Vuh, Universitat Francisco Marroquín, Guatemala.[5]

## Obres seleccionades
- (1961) La Victoria, An Early Site on the Coast of Guatemala. Papers vol. 53. Museu Peabody d'Arqueologia i Etnologia, Universitat Harvard, Cambridge, Mass.
- (1966) The Maya. Thames and Hudson, New York. (8th ed. 2011)
- (1973) The Maya Scribe and His World. The Grolier Club, New York.
- (1982) Old Gods and Young Heroes: The Pearlman collection of Maya ceramics. University of Washington Press.
- (1992) Breaking the Maya Code. Thames and Hudson, New York. (Edició revisada el 1999)
- (2003) Angkor and the Khmer Civilization. Thames and Hudson, New York.
- Coe, Michael D. i Richard A. Diehl (1980) In the Land of the Olmec. 2 vols. University of Texas Press, Austin.
- Coe, Michael D. i Justin Kerr (1998) The Art of the Maya Scribe. Harry N. Abrams, New York.
- Coe, Michael D. i Mark Van Stone (2001) Reading the Maya Glyphs (2nd ed. 2005)
- Coe, Sophie D. i Michael D. Coe (1996) The True History of Chocolate. Thames and Hudson, New York.
- Rex Koontz i Michael Coe (1962) Mexico: From the Olmecs to the Aztecs.